# Frederico Arouca

Frederico Arouca.

Frederico de Gusmão Correia Arouca (em grafia antiga Frederico de Gusmão Corrêa Arouca), mais conhecido por Frederico Arouca (Lisboa, Santa Isabel, 25 de Julho de 1846 – Cascais, Alcabideche (hoje Estoril), Monte Estoril, 6 de Março de 1902), foi um político português.

## Família
Filho de Domingos Correia Arouca e de sua mulher Maria Teresa Augusta de Sousa.

## Biografia
Doutorou-se em Direito na Faculdade de Direito da Universidade de Coimbra e abriu banca de Advogado em 1870. Passando à Magistratura, foi Delegado em Sintra e do Procurador Régio em Lisboa, sendo, depois, Ajudante do Procurador-Geral da Coroa.
Moço Fidalgo da Casa Real.
Militando no Partido Regenerador, foi Deputado em 1878, pelo Círculo Eleitoral do Cadaval, e soube cumprir o seu mandato a ponto de se conservar sucessivamente no Parlamento.
Entrou no Ministério da Presidência de António de Serpa Pimentel no ano de 1890, dirigindo a pasta 34.º Ministro das Obras Públicas do 42.º Governo da Monarquia Constitucional de 14 de Janeiro a 13 de Outubro de 1890. Era o ano do Ultimato Britânico de 1890, e Frederico Arouca deu, então, provas de talento político que lhe valeram a elevação a Par do Reino.
Contava 43 anos, quando Ernesto Rodolfo Hintze Ribeiro o convidou para 69.º Ministro de Estado e Ministro dos Negócios Estrangeiros no seu Gabinete do 47.º Governo da Monarquia Constitucional, e foi titular da pasta de 20 de Dezembro de 1893 a 14 de Março de 1894.
No ano de 1896, foi nomeado Enviado Extraordinário e Ministro Plenipotenciário a Londres, na Grã-Bretanha e Irlanda. Era a compensação do seu trabalho no Ministério dos Estrangeiros, pois substituiu Luís Augusto Pinto de Soveral, 1.° Marquês de Soveral, enquanto este ilustre Diplomata chefiava os Negócios Externos, o que durou de Janeiro de 1896 a 1897, passando, então, Frederico Arouca a Juiz Conselheiro do Tribunal de Contas e, no ano de 1900, ao Conselho de Estado, na vaga deixada por Augusto César Barjona de Freitas.
Em sua homenagem foi dado o seu nome à Rua Frederico Arouca (antiga Rua Direita), e à correspondente Travessa Frederico Arouca, em Cascais, e na Vila de Alcoentre, Concelho de Azambuja.

## Casamento e descendência
Casou com Adelaide Clementina Méra Daddi (Lisboa, Santa Isabel, 12 de Fevereiro de 1852/6 - Lisboa, Santos-o-Velho, 10 de Agosto de 1923), filha de João Guilherme Bell Daddi, de origem Italiana e Britânica, e de sua mulher Margarida Perpétua da Conceição Méra, também de origem Italiana, com geração.